# Xystrota aphilotima
Xystrota aphilotima är en fjärilsart som beskrevs av Louis Beethoven Prout 1938. Xystrota aphilotima ingår i släktet Xystrota och familjen mätare. Inga underarter finns listade i Catalogue of Life.